# 出川龍一
出川 龍一（でがわ りゅういち、1942年11月3日 -）は、船橋競馬場所属の元調教師。父・己代造及び弟・博史、弟・克己は元調教師。千葉県調教師会会長、同相談役などを歴任した。勇退時の所属騎手に、石崎隆之、庄司大輔、實川純一。
初出走は1979年7月10日浦和競馬第9競走（ベエンチヤコトブキ、3着）、初勝利は1979年9月2日船橋競馬第8競走（ベエンチヤコトブキ）
2007年南関東所属調教師として初めて管理馬（エミーズスマイル）を中央競馬の桜花賞に出走させた。
2008年4月17日川崎競馬第7競走山桜特別をシスターエレキングで制し、地方競馬通算400勝を達成。
2012年5月31日付けで調教師を勇退した。

## 主な管理馬
- ナイキアディライト（東京ダービー、羽田盃、かしわ記念、日本テレビ盃、マイルグランプリ、京浜盃、ブルーバードカップ、報知グランプリカップ）
- ドラゴンシャンハイ（東京湾カップ）
- シスターエレキング（ロジータ記念）
- エミーズスマイル（アネモネステークス）
- ハブトオー（ゴールドカップ）